# H. G. Francis
H. G. Francis (* 14. Januar 1936 in Itzehoe; † 3. November 2011 in Hamburg; eigentlich Hans Gerhard Franciskowsky) war ein deutscher Buch- und Hörspielautor. Er verfasste unter zahlreichen Pseudonymen Science-Fiction-Romane und Jugendhörspiele. Von 1971 bis 2004 gehörte er zum festen Autorenstamm der Perry-Rhodan-Serie.

## Leben
Nach seinem Abitur studierte der Hobbyschwimmer (Jugendmeister in Schleswig-Holstein) Wirtschafts- und Sozialwissenschaften in Hamburg. Nach Abschluss des Studiums im Jahre 1963 war er als Gebietsleiter eines Pharma-Unternehmens tätig.
Seit seiner Jugend interessierte sich H. G. Francis für Literatur und Science-Fiction. Inspiriert durch Werke von Isaac Asimov und Poul Anderson veröffentlichte er schon 1962 seinen ersten Roman Die fünf Oligos. Schon kurz darauf erschien sein erster Band innerhalb der SF-Serie Mark Powers, allerdings unter dem Verlagspseudonym Ted Scott. Es folgten weitere Romane, neben Mark Powers schrieb er mehrere Utopia-Romane und an der Serie Ren Dhark von Kurt Brand mit. Der Autor entwickelte Mitte der 1960er-Jahre seine eigene Serie Rex Corda. Die Serie erschien ab dem 7. November 1966 im Bastei-Verlag, wurde jedoch am 28. August 1967 nach 38 Bänden wieder eingestellt.
Ab 1970 wurde Francis in der Perry-Rhodan-Serie aktiv, zunächst in der Schwesterserie Atlan, ab 1971 dann auch für die Perry-Rhodan-Serie selbst. Sein erster Band trug die Nummer 518 und hieß Sturmlauf in den Tod. In den folgenden über dreißig Jahren verfasste er für die Atlan-Serie 96 und für die Perry-Rhodan-Serie 208 Heftromane und gehörte damit zu den produktivsten Autoren der Serie.
Francis gab 1972 seine Arbeit als Gebietsleiter auf und wurde hauptberuflich Schriftsteller.
1986 sorgte der Autor mit seinem Roman Die vom fünften Hundert für Aufsehen. Es ist die deutlich erweiterte Fassung eines bereits 1970 in der Reihe Terra Astra erschienenen Romans. In der Erzählung schildert Francis eine Zukunft, in der alle Menschen in Wolkenkratzern leben, die durch Transmitter miteinander verbunden sind. Kein Mensch kennt mehr die freie Natur.
Neben seiner Arbeit bei Perry Rhodan wurde Francis auch als Autor vieler Hörspiele bekannt. 1974 verwies ihn ein Freund an das Label Europa. Dort würde ein Autor für eine Kung-Fu-Hörspielserie gesucht, die sich an der Fernsehserie Kung Fu mit David Carradine orientieren sollte. Francis übernahm die Aufgabe und verfasste die Skripte für Regisseurin Heikedine Körting. In der Folge schrieb er unter verschiedenen Pseudonymen hunderte von Hörspielen für Europa. Zu seinen bekanntesten Werken gehören die Gruselserie (vormals auch H. G. Francis’ Gruselserie) und Commander Perkins. Er verfasste nicht nur Originalskripte zu Serien wie Masters of the Universe, sondern arbeitete auch zahlreiche Vorlagen zu Hörspielen um, etwa Die drei ??? oder 'TKKG sowie einige Folgen der Fünf Freunde. Für den Kiosk Verlag schrieb er die ersten Jan-Tenner-Folgen. Insgesamt verfasste Francis über 600 Hörspiele mit einer Gesamtauflage von 120 Millionen Tonträgern. Er erhielt für seine Hörspiele 120 Goldene Schallplatten und sechs Platin-Schallplatten. Damit schuf Francis eines der umfangreichsten Prosa-Werke der deutschen Nachkriegszeit.
Die auf Kinder und Jugendliche zugeschnittene Buch- und Hörspielserie Commander Perkins lag Francis besonders am Herzen. Die Hörspiele erschienen bei Europa, die Bücher unter dem Pseudonym H. G. Francisco im Franz Schneider Verlag (München). Die Handlung in den Hörspielen und in den Büchern war unterschiedlich, die Figuren aber waren im Wesentlichen die Gleichen. Die Bücher hatten zeitweilig eine Startauflage von 60.000 Exemplaren. Francis’ Idee eines Dimensionsbrechers ermöglichte es ihm, ohne lange Anreisen direkt mit der Schilderung von Abenteuern auf fernen Planeten zu beginnen. Die letzten Perkins-Europa-Hörspiele erschienen 1980, die letzten Perkins-Romane 1984 – in beiden Fällen wurde der laufende Handlungszyklus nicht zu Ende geführt. Ausschlaggebend für die Einstellung waren bei beiden Verlagen offenbar rückläufige Verkaufszahlen. Francis äußerte sich später hierzu so: „Ich habe wirklich nicht verstanden, weshalb die Kaufleute in den Verlagen eine so dumme Entscheidung getroffen haben.“ Die neun Perkins-Romane erschienen zwischen 2002 und 2009 in vertonter Fassung bei Maritim – allerdings unter dem Titel Das Sternentor, da die Namensrechte für Commander Perkins noch bei Europa lagen.
Das Werk Das Geheimnis des Bermuda-Dreiecks, welches er unter dem Pseudonym Peter Bars schrieb, beinhaltet tatsächliche Begebenheiten. In der Trilogie Die Zeitmaschine geht es um ein Wissenschaftlerteam, welches Zeitreisen zu den Kulturen der Maya und der Ägypter und eine Expedition in die versunkene Stadt Tiahuanaco unternahm.
Francis hatte ursprünglich unter seinem richtigen Familiennamen Franciskowsky veröffentlichen wollen. Der alte Verleger Pabel lehnte dies jedoch ab. Er befürchtete, sein Autor könnte für einen Polen gehalten werden, glaubte, dass er nur englische und amerikanische Autoren verkaufen könne und verpasste ihm das Pseudonym Francis.
H. G. Francis zeichnete sich durch eine enorme Produktivität und Vielseitigkeit aus. Neben seiner Tätigkeit bei Perry Rhodan, die er 2005 einstellte, schrieb er sehr viele Tierbücher, Pferdegeschichten (zum Beispiel Wendy-Bücher), Sachbücher und historische Romane. Für den ARD-Zweiteiler „Störtebeker“ adaptierte er eine Taschenbuch-Ausgabe. Den Umfang seiner Tätigkeiten beschrieb er: „Ich wäre als Schriftsteller auf keinen Fall ausgefüllt und zufrieden, könnte ich nur in einem Genre arbeiten […] Wichtig ist für mich die Vielfalt und die Herausforderung durch neue Themenkreise. Das Spektrum der Themen kann gar nicht weit genug für mich sein.“
Für eine Musical-Adaption der Perry-Rhodan-Serie arbeitete Francis an der Story, dem Bühnenbild und der Musik. Das Projekt wurde allerdings nie verwirklicht.
Im Sommer 2009 erlitt Francis einen schweren Schlaganfall, von dem er sich nicht mehr erholte. Im November 2011 verstarb er an den Spätfolgen.

## Pseudonyme
Franciskowsky schrieb unter folgenden Pseudonymen:
- H. G. Francis
- Hans G. Francis
- H. G. Francisco
- Gunther Frank
- Peter Bars
- Cade C. Merrit
- R. C. Quoos-Raabe
- Frank Sky
- Hans G. Stelling
- Dick Farlow (bei Jan Tenner)

sowie unter dem Verlagspseudonym Ted Scott.

## Werk

### Bücher

#### Auf den Spuren bedrohter Tiere (1992–1995)
1. Im Reich der Robben
2. Achtung, Eierdiebe!
3. Verbotene Jagd
4. Elfenbeinjäger
5. Tiger in Gefahr!
6. Rettet die Delphine
7. Wenn die Wölfe heulen
8. Im Land der Bären
9. Im Tal der Pandas[8]

#### Commander Perkins (1979–1984)
1. Der rote Nebel
2. Planet der Seelenlosen
3. Der verbotene Stern
4. Im Land der grünen Sonne
5. Verloren in der Unendlichkeit
6. Im Bann der glühenden Augen
7. Der dritte Mond
8. Das Rätsel der sieben Säulen
9. Die Zeitfalle[9]

#### Der Junge vom Lotsenturm (1991–1992)
1. Geheimnis um Dennis
2. Die Videofalle
3. Das Haus der Taschendiebe
4. Dennis und die Jugendbande
5. Verschwörung gegen Dennis
6. Dennis in der Falle[10]

#### Detektiv Clipper
1. Ein Koffer voller Geld
2. Der zweite Schlüssel[11][12]

#### Zauber-Detektive (1998–2000)
1. Die Jagd nach dem Superchip
2. Die Fälscherbande
3. Auf der Suche nach dem grünen Geis
4. Gefangen im Gruselzelt
5. Gespenster auf Burg Teufelsmoor
6. Das Geheimnis der fremden Maske
7. Die Rache des roten Ritters[13]

#### Utopia-Großband (1962)
Als Hans G. Francis:
- 166: Die fünf Oligos (1962), Pabel, Rastatt.[3]

### Heftromane

#### Atlan (1970–1986)
- 017: Im Lande der Bestien (1970)
- 019: Tödliche Tiefen (1970)
- 024: Das Seuchenschiff (1971)
- 027: Auf verlorenem Posten (1971)
- 029: Der Todestest (1971)
- 033: Die grausame Welt (1971)
- 034: Die grünen Götter von Markolan (1971)
- 041: Der große Schlag (1971)
- 052: Projekt Planetentöter (1972)
- 059: Spekulationen mit dem Tod (1972)
- 065: Alpha-Alarm (1972)
- 071: Die Blutjäger (1972)
- 078: Die Revolte des Chanbruders (1973)
- 081: Korsaren der Galaxis (1973)
- 086: Die Herren der blauen Kristalle (1973)
- 091: Raumschiff der Amokläufer (1973)
- 102: Revolte unter grüner Sonne (1973)
- 110: Das Amok-Team (1973)
- 115: Das Monstrum von Quinto-Center (1973)
- 122: Piraten der Sterne (1974)
- 127: Der Eremit von Condagia (1974)
- 134: Flucht ins Chaos (1974)
- 141: Der Lordadmiral und die Rivalen (1974)
- 143: Die Kämpfer von Karagam (1974)
- 151: Das schweigende Raumschiff (1974)
- 157: Skanmanyons Berg (1974)
- 165: Die Stars von Kantanong (1974)
- 176: Der Intrigant (1975)
- 183: Der Mutantenjäger (1975)
- 195: Im Dienste Orbanaschols (1975)
- 204: Der Verräter von Protem (1975)
- 211: Kodezeichen Zukunftsgeister (1975)
- 220: Der Kreis der Zeit (1975)
- 231: Organisation Gonozal (1976)
- 239: Duell der Agenten (1976)
- 247: Befreiungsaktion Sekayl (1976)
- 248: Eine Botschaft für Arkon (1976)
- 261: Die Saboteure von Karaltron (1976)
- 262: Der Konterschlag (1976)
- 269: Der Agent und der Giftexperte (1976)
- 270: Doppelgänger des Mächtigen (1976)
- 281: Die Macht der Sonnen (1977)
- 282: Das Ende des Magnortöters (1977)
- 298: Gegner des Imperators (1977)
- 299: Orbanaschols Ende (1977)
- 309: Porquetor, der Stählerne (1977)
- 310: Die Feste Grool (1977)
- 318: Hammer des Todes (1977)
- 330: Sturm auf die FESTUNG (1978)
- 331: Herren der FESTUNG (1978)
- 342: Die Gesichtslosen (1978)
- 343: Das kosmische Leuchtfeuer (1978)
- 350: Wanderer durch die Dimensionen (1978)
- 351: Die Höhle der Berserker (1978)
- 361: Sklaven des 3. Planeten (1978)
- 362: Der Drachenkrieg (1978)
- 371: Die Robotfürsten (1978)
- 383: Der Seelenräuber (1979)
- 384: Duell der vertauschten Seelen (1979)
- 394: Mit den Kräften des Geistes (1979)
- 400: Die schwarze Galaxis (1979)
- 406: Die ewige Karawane (1979)
- 413: Insel des Neubeginns (1979)
- 426: Der Arkonide und der Herrscher (1979)
- 436: Aufstand der Scuddamoren (1980)
- 437: Duell der Symbionten (1980)
- 454: Erinnerungen an Terra (1980)
- 457: Der Arkonide und der Wasserrichter (1980)
- 468: Die rebellische Seele (1980)
- 479: Geburt der Bestien (1980)
- 480: Die Vollstrecker (1980)
- 497: Das magische Erbe (1981)
- 498: Das Parraxynt (1981)
- 509: Retter der SOL (1981)
- 522: Die Heilerin (1981)
- 535: Spur der Zerstörung (1981)
- 544: Gefangene des Ysterioons (1982)
- 558: Das Multibewußtsein (1982)
- 565: Welt der Illusionen (1982)
- 573: Insiders Planet (1982)
- 580: Der Dimensions-Transmitter (1982)
- 621: Die Geheimnisse von Orz-Otan (1983)
- 643: Ausgeburten des Bösen (1984)
- 683: Das Fragmentwesen (1984)
- 684: Durchbruch nach Crynn (1984)
- 690: Der Strahlende (1984)
- 697: Das Ende der WIEGE (1985)
- 706: Geheimnisvolles Zyrph (1985)
- 707: Mrothyr, der Todesbote (1985)
- 720: Die Falle der Hyptons (1985)
- 721: Wo die Sonne nie untergeht (1985)
- 732: Mission Zyrph (1985)
- 743: Das grüne Feuer (1985)
- 755: Der absolute Befehl (1986)
- 770: Lenker der Stählernen (1986)
- 792: Die Schatten von Aklard (1986)

#### Perry Rhodan (1971–2004)
- 0518: Sturmlauf in den Tod (1971)
- 0530: Die Sternenflut (1971)
- 0538: Die Panikmacher (1971)
- 0548: Testflug zur Erde (1972)
- 0557: Das Gesetz der Götzen (1972)
- 0575: Stadt im Lavameer (1972)
- 0584: Der Mutantenplan (1972)
- 0586: Der Riese aus dem All (1972)
- 0594: Der Kampf der Paramags (1973)
- 0612: Galaxis am Abgrund (1973)
- 0625: Die Nullzeit-Brücke (1973)
- 0632: Ruf aus der Unendlichkeit (1973)
- 0636: Der Raytscha stirbt (1973)
- 0642: Die Flotte der Selbstmörder (1973)
- 0652: Duell zwischen den Sternen (1974)
- 0659: Das Bio-Programm (1974)
- 0665: Die Vulkan-Diebe (1974)
- 0669: Stützpunkt Donnergott (1974)
- 0674: Im Land der Dreemer (1974)
- 0680: Strafplanet der Eroberer (1974)
- 0685: Planet in Angst (1974)
- 0688: Der Einmann-Krieg (1974)
- 0698: Meuterei auf der MEBRECCO (1975)
- 0706: Verkünder des Sonnenboten (1975)
- 0712: Am Rand der 7. Dimension (1975)
- 0719: Fluchtpunkt Ovarons Planet (1975)
- 0727: Spezialisten der Nacht (1975)
- 0728: Jahrtausendschläfer (1975)
- 0739: Operation Doppelgänger (1975)
- 0744: Die letzten der Koltonen (1975)
- 0750: Ein Freund der Posbis (1976)
- 0751: Testfall Sonnenbote (1976)
- 0752: Die Konfrontation (1976)
- 0756: Ein Stern funkt SOS (1976)
- 0769: Kinder der Unendlichkeit (1976)
- 0771: Rückkehr der Sol (1976)
- 0780: Die Testwelt (1976)
- 0789: Der Spieler und die Fremden (1976)
- 0798: Im Banne des schwarzen Kristalls (1976)
- 0808: Chaos auf Lusamuntra (1977)
- 0812: Der Howalgonier (1977)
- 0824: Die Riesen von Halut (1977)
- 0825: Die Amokmacher (1977)
- 0826: Kristalle der Gewalt (1977)
- 0835: Rückkehr der Vernunft (1977)
- 0842: Tor in die Unendlichkeit (1977)
- 0843: Die Frühträumer (1977)
- 0853: Heimat der Menschen (1977)
- 0854: Mutanten von Gäa (1978)
- 0863: Die schlafende Göttin (1978)
- 0864: Demeters Flucht (1978)
- 0867: Bardioc und die Kaiserin (1978)
- 0873: Die Manipulierten (1978)
- 0874: Die Gravo-Hölle (1978)
- 0886: Welt der Suskohnen (1978)
- 0887: Die Verschollenen (1978)
- 0905: Sendboten des Alles-Rads (1978)
- 0906: Das Gericht der Kryn (1979)
- 0919: Duell mit einem Roboter (1979)
- 0920: Insel der Vernichtung (1979)
- 0933: Ariolcs Vermächtnis (1979)
- 0934: Gucky, der Mächtige (1979)
- 0947: Der Matazema-Plan (1979)
- 0948: Wohnsitz der Götter (1979)
- 0973: Das seltsame Genie (1980)
- 0974: Wachfort SKARABÄUS (1980)
- 0988: Duell der Erbfeinde (1980)
- 0989: Die Zukunft der Orbiter (1980)
- 0999: Heimkehr (1980)
- 1012: Der programmierte Mann (1981)
- 1021: Der unsichtbare Gegner (1981)
- 1024: ZEITMÜLL (1981)
- 1034: Kommandos aus dem Nichts (1981)
- 1044: Die schwarze Macht (1981)
- 1047: Sklaven der Superintelligenz (1981)
- 1057: Die Gestrandeten (1981)
- 1067: Am Rand des Nichts (1982)
- 1073: Das rotierende Nichts (1982)
- 1079: Station der Freien (1982)
- 1089: Die Psi-Antenne (1982)
- 1097: Begegnung in der Unendlichkeit (1982)
- 1112: Der Silberne (1982)
- 1113: Die Station des Silbernen (1982)
- 1125: Einsatzkommando Synchrodrom (1983)
- 1143: Die Goon-Hölle (1983)
- 1144: Operation Hornissenschwarm (1983)
- 1156: Der Armadaprinz (1983)
- 1157: Rebellen der Armada (1983)
- 1179: Vorhof des Loolandre (1984)
- 1180: Das Clansgericht (1984)
- 1195: Krisenherd Andro-Beta (1984)
- 1196: Die Waffenhändler von Mrill (1984)
- 1202: Sturz durch die Zeit (1984)
- 1203: Die Zeitgänger (1984)
- 1212: Die größte Show des Universums (1984)
- 1218: Der Haluter Sokrates (1984)
- 1219: Der blockierte Mutant (1985)
- 1228: Clio, die Spielzeugmacherin (1985)
- 1247: Aufbruch zum Vagenda (1985)
- 1257: Die Letzte Schlacht (1985)
- 1265: Die heilende Göttin (1985)
- 1274: Die Paratau-Diebe (1986)
- 1279: Insel der Sternensöhne (1986)
- 1288: DAS BARBARENTOR (1986)
- 1293: Desothos Geschenk (1986)
- 1301: Eirenes Spur (1986)
- 1314: Horchposten Pinwheel (1986)
- 1321: Brennpunkt Big Planet (1986)
- 1331: Zu Ehren Ijarkors (1987)
- 1342: Tod aus der Unendlichkeit (1987)
- 1389: Straße der Skarabäen (1988)
- 1413: Enklave Chronopuls-Wall (1988)
- 1425: Eine Falle für die Cantaro (1988)
- 1431: Das Humanidrom (1989)
- 1432: Fluchtziel Gevonia (1989)
- 1450: Die Herren der Straßen (1989)
- 1458: Die Spur der Haluter (1989)
- 1467: Historie der Verschollenen (1989)
- 1479: Prophet des Todes (1989)
- 1487: Rebellion in der Gen-Fabrik (1990)
- 1501: Weg ohne Wiederkehr (1990)
- 1513: Rendezvous auf Jimmerin (1990)
- 1525: Methanwelt Antau I (1990)
- 1533: Ende der Sonnenzeit (1991)
- 1537: Was die Götter schenken (1991)
- 1554: Kinder des Monos (1991)
- 1560: Agenten des Bewahrers (1991)
- 1566: Vermächtnis eines Helden (1991)
- 1574: In den Händen des Folterers (1991)
- 1586: Wen die Rache trifft (1992)
- 1590: Operation Unsterblichkeit (1992)
- 1592: Der Ilt und der Tod (1992)
- 1604: Der Fluch von Rubin (1992)
- 1613: Die Suche nach Paunaro (1992)
- 1624: In der Wechselzone (1992)
- 1629: Die Blaue Schlange (1992)
- 1634: Das Schwert der Akonen (1992)
- 1638: In Sintas Bann (1993)
- 1644: Sturm auf Wanderer (1993)
- 1651: Am Rand der Großen Leere (1993)
- 1659: Falsches Spiel auf Makkom (1993)
- 1672: Ennox-Jagd (1993)
- 1683: Mehr Macht für Arkon (1993)
- 1694: NATHAN stirbt (1994)
- 1729: Kristallbrand (1994)
- 1740: Gefangene des Theans (1994)
- 1746: Das Herz der Abruse (1995)
- 1756: Herr der Milchstraße (1995)
- 1760: Verrat auf Ambraux (1995)
- 1771: Der Tempel der Mondgöttin (1995)
- 1777: Ende eines Unsterblichen (1995)
- 1783: Das Versteck der Maschtaren (1995)
- 1794: Plan der Auferstehung (1996)
- 1807: Die Haut des Bösen (1996)
- 1811: Konferenz der Galaktiker (1996)
- 1818: Testfall Lafayette (1996)
- 1829: Unternehmen Humanidrom (1996)
- 1838: Die schweigende Galaxis (1996)
- 1847: Im Bann des Philosophen (1997)
- 1857: Die Maske fällt (1997)
- 1863: Damorgen brennt (1997)
- 1881: Chaostage (1997)
- 1882: Die 48 Stunden von Terrania (1997)
- 1889: Gefangen in Terrania (1997)
- 1905: Zwischen den Zeiten (1998)
- 1906: Begegnung auf Curayo (1998)
- 1911: Die Flotte der Feiglinge (1998)
- 1917: Die Rätsel von Ketchorr (1998)
- 1921: Projekt Mirkandol (1998)
- 1929: Der General der Träumerin (1998)
- 1939: Auf den Spuren eines Gottes (1998)
- 1941: Wenn Welten verstummen (1998)
- 1949: Quotors letzter Kampf (1998)
- 1957: Angriffsziel Pilzdom (1999)
- 1962: Das Virtuelle Schiff (1999)
- 1963: Die Gestalter (1999)
- 1971: Rätselhaftes Sarkamanth (1999)
- 1979: Shabazzas Kampf (1999)
- 1980: Shabazzas Todesspur (1999)
- 1984: Yaronag (1999)
- 1994: Der letzte General (1999)
- 2005: Gestrandet in der NACHT (2000)
- 2009: Der V-Inspekteur (2000)
- 2022: Para-City (2000)
- 2023: Der Para-Fürst (2000)
- 2032: Suche in der Silberwolke (2000)
- 2042: Chaos in Para-City (2000)
- 2043: Rebellion der Mutanten (2000)
- 2056: Invasion der Legion (2001)
- 2066: Der Thronfolger (2001)
- 2068: Die Falle der Sambarkin (2001)
- 2076: Der Sternenlotse (2001)
- 2084: Der Instinktkrieger (2001)
- 2097: Der Atem der Freiheit (2001)
- 2107: Im Fabrikraumer (2002)
- 2114: Mogtans Gedicht (2002)
- 2120: Assassine an Bord (2002)
- 2128: Der Plan der Mascantin (2002)
- 2136: Die Trümmerscouts (2002)
- 2144: Vor der Konjunktion (2002)
- 2153: Die Tributschmiede (2002)
- 2163: Die Media-Ritter (2003)
- 2171: Inquisition der Vernunft (2003)
- 2189: Geheimnis der Kattixu (2003)
- 2213: Der Traum von Gon-Orbhon (2004)
- 2221: Die Sekte erwacht (2004)
- 2236: Der Finger Gottes (2004)
- 2237: Die Welt der Hyperkristalle (2004)

### Hörspiele

#### Commander Perkins (1976–1980)
1. Das Tor zu einer anderen Welt
2. Im Strom der Unendlichkeit
3. Das Geheimnis der UFOs
4. Bordon, der Unsterbliche
5. Saturn ruft Delta-4
6. Expedition in die Vergangenheit
7. Verschollen in der Unendlichkeit
8. Der galaktische Waffenmeister
9. Das mittlere Auge[14][15]

#### Das Sternentor (2002–2009)
Hierbei handelt es sich um Vertonungen der Commander Perkins Romane aus dem Schneider-Verlag. Die Hörspielbearbeitung nahm Franciskowsky selbst vor.
1. Der rote Nebel
2. Planet der Seelenlosen
3. Der verbotene Stern
4. Im Land der grünen Sonne
5. Verloren in der Unendlichkeit
6. Im Bann der glühenden Augen
7. Der dritte Mond
8. Das Rätsel der sieben Säulen
9. Die Zeitfalle[17]

#### Detektiv Clipper (1976)
1. Unter falschem Verdacht
2. Die Entführung[18]

#### Geschichte der Urzeit (1977)
Unter dem Pseudonym Peter Bars
1. Eine Reise zu den Sauriern
2. Die Welt der Saurier[19]

#### Holle Honig (1987–1989)
Unter dem Pseudonym R. C. Quoos-Raabe
1. Holle Honig im Zirkus
2. Holle Honig als Pannenhelfer
3. Holle Honig auf Gespensterjagd
4. Holle Honig rettet den Spielplatz
5. Holle Honig und der Wettlauf
6. Holle Honig auf Seefahrt
7. Holle Honig in der Bäckerei
8. Holle Honig auf dem Bahnhof
9. Holle Honig und die schwarze Hand
10. Holle Honig in Gefangenschaft
11. Holle Honig und das Go-Kart-Rennen
12. Holle Honig auf dem Moorhof
13. Holle Honig und die versunkene Stadt
14. Holle Honig und das entführte Maiglöckchen
15. Holle Honig jagd den Doppelgänger
16. Holle Honig rettet das Denkmal
17. Der grüne Dschungelgott
18. Babsis Erbschaft

Special: Wundersame Weihnacht

#### Schatzsuche (1978–1979)
1. Schatzsuche im Atlantik
2. Schatzsuche in der Karibik

#### Science Fiction Documente (1978)
1. Projekt S.E.T.I. – Signale aus dem All
2. Orbit Challenger – Killer-Satelliten greifen an
3. Space Shuttle »Enterprise« – Orbit Challenger[20]

#### Gruselserie (1981–1982)
1. Frankensteins Sohn im Monster-Labor
2. Dracula und Frankenstein, die Blutfürsten
3. Dracula, König der Vampire
4. Das Schloß des Grauens
5. Der Angriff der Horrorameisen
6. Das Duell mit dem Vampir
7. Die Begegnung mit der Mörder-Mumie
8. Gräfin Dracula, Tochter des Bösen
9. Im Bann der Monsterspinne
10. Draculas Insel, Kerker des Grauens
11. Der Pakt mit dem Teufel
12. Die Nacht der Todes-Ratte
13. Dem Monster auf der blutigen Spur
14. Die tödliche Begegnung mit dem Werwolf
15. Nessie, das Ungeheuer von Loch Ness
16. Ungeheuer aus der Tiefe
17. Die Insel der Zombies
18. Das Weltraum-Monster

## Auszeichnungen
- Ohrkanus-Hörbuch- und Hörspielpreis 2007 in Essen in der Kategorie Ehrenpreis.[6][21][22]
- Am 13. Juli 2012 erschien der Perry-Rhodan-Heftroman 2656 mit dem Titel Das Feynman-Kommando. Das von Swen Papenbrock geschaffene Titelbild dieses Bandes zeigt ein Porträt von H. G. Francis.[23]